# Joan de Gènova

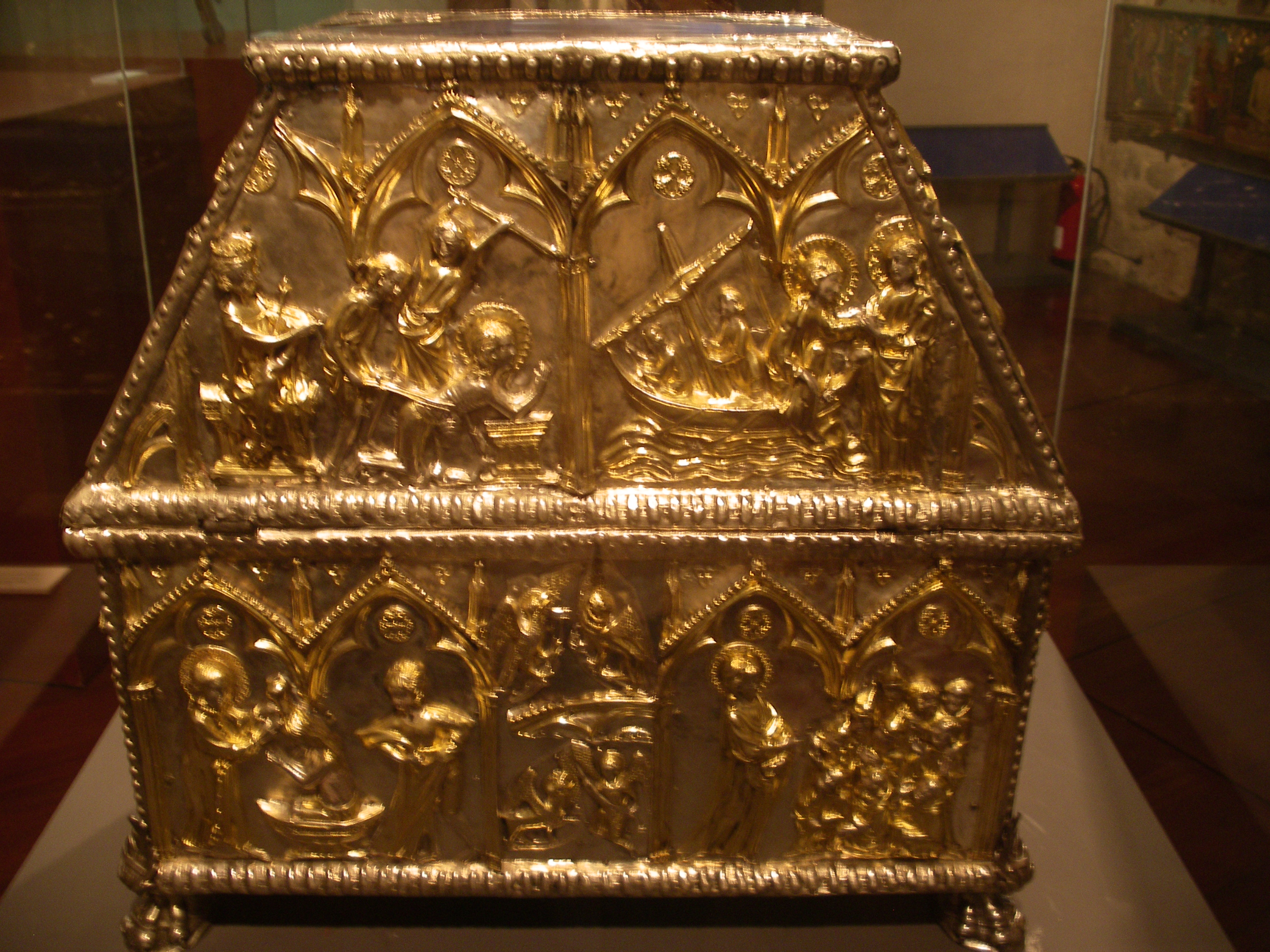
Arqueta de Sant Cugat, obra de Joan de Gènova y Arnau Campredon.

Joan de Gènova,  conocido  también como Giovanni da Genova  o Johannes de Genoa, fue un orfebre y platero activo durante el siglo XIV y que se encontraba establecido en Perpiñán.
Se tiene noticia documental que a primeros del siglo XIV, recibió un encargo procedente del monasterio de Sant Cugat para realizar la construcción de una arqueta con el fin de su utilización para la custodia de las reliquias de san Cugat. 

caxiam […] de argento ad honorem et servicium beati martiris Sancti Cucuphatis.

Parece por su nombre que era procedente de Génova (Italia) aunque se encontraba establecido en Perpiñán, en aquel entonces capital continental del reino de Mallorca. En el documento del contrato aparece nombrado junto con su colaborador el escultor Arnau Campredon, también en el mismo documento, se establece que los desplazamientos a Barcelona de los dos artistas serían a cargo de los comitentes. Se tiene noticia que todavía permanecía en el gremio de artistas de Perpiñán en 1354.